# Mistrzostwa Europy U-17 w Piłce Nożnej 2024 (eliminacje)/Runda Kwalifikacyjna Grupa 7
W Grupie 7 eliminacji do Mistrzostw Europy U-17 2024 brały udział następujące zespoły:
- Białoruś U-17
- Kazachstan U-17
- Szkocja U-17
- Turcja U-17

## Stadiony
Wszystkie mecze zostały rozegrane w Arslan Zeki Demirci Sports Complex na dwóch boiskach, pierwszym i drugim.
| Manavgat                           | Mapa miast-gospodarzy |
| ---------------------------------- | --------------------- |
| Arslan Zeki Demirci Sports Complex | Manavgat              |
| Pojemność: ?/1 000                 | Manavgat              |
|                                    | Manavgat              |

## Tabela
| Reprezentacja   | M | W | R | P | Br+ | Br- | +/- | Pkt. |
| --------------- | - | - | - | - | --- | --- | --- | ---- |
| Turcja U-17     | 3 | 2 | 1 | 0 | 4   | 0   | +4  | 7    |
| Białoruś U-17   | 3 | 1 | 1 | 1 | 3   | 2   | +1  | 4    |
| Szkocja U-17    | 3 | 1 | 0 | 2 | 3   | 6   | -3  | 3    |
| Kazachstan U-17 | 3 | 0 | 2 | 1 | 0   | 2   | -2  | 2    |

## Wyniki
| 21 października 2023 12:00 CET | Białoruś U-17 · Dziarzhynski 45+3' · Halliwell 61' (sam.) · Ausiannikau 90+4' | 3:1(1:0)Raport | Szkocja U-17 · 78' Adamson | Arslan Zeki Demirci Sports Complex, Manavgat Sędzia: Mervan Bejtullahu |
|                                |                                                                               |                |                            |                                                                        |

| 21 października 2023 15:00 CET | Turcja U-17 | 0:0(0:0)Raport | Kazachstan U-17 | Arslan Zeki Demirci Sports Complex, Manavgat Sędzia: Dominik Stary |
|                                |             |                |                 |                                                                    |

| 24 października 2023 12:00 CET | Szkocja U-17 · Adamson 21' · Stirton 73' | 2:0(1:0)Raport | Kazachstan U-17 | Arslan Zeki Demirci Sports Complex, Manavgat Sędzia: Mervan Bejtullahu |
|                                |                                          |                |                 |                                                                        |

| 24 października 2023 15:00 CET | Turcja U-17 · Hekimoğlu 90+4' | 1:0(0:0)Raport | Białoruś U-17 | Arslan Zeki Demirci Sports Complex, Manavgat Sędzia: Sivert Øksnes Amland |
|                                |                               |                |               |                                                                           |

| 27 października 2023 15:00 CET | Szkocja U-17 | 0:3(0:0)Raport | Turcja U-17 · 62' Hekimoğlu · 82', 87' Özkan | Arslan Zeki Demirci Sports Complex, Manavgat Sędzia: Dominik Stary |
|                                |              |                |                                              |                                                                    |

| 27 października 2023 15:00 CET | Kazachstan U-17 | 0:0(0:0)Raport | Białoruś U-17 | Arslan Zeki Demirci Sports Complex, Manavgat Sędzia: Sivert Øksnes Amland |
|                                |                 |                |               |                                                                           |

## Strzelcy

### 2 gole
- Calum Adamson
- Mustafa Hekimoğlu
- Muhammed Özkan

### 1 gol
- Dzianis Ausiannikau
- Aliaksandr Dziarzhynski
- Alfie Halliwell
- Owen Stirton

### Gole samobójcze
- Alfie Halliwell (dla  Białorusi)